# Gail Kobe
Gail Kobe (19 de marzo de 1931, Hamtramck, Míchigan - 1 de agosto de 2013) fue una actriz y productora estadounidense.

## Carrera
Durante los años 1950 y 1960, Kobe hizo decenas de apariciones en series de televisión como Richard Diamond, Private Detective, Bourbon Street Beat, Whirlybirds, The Californians, Combat (episodio "El francotirador"), The Rebel, Felony Squad, Ironside, The Outer Limits, Hogan's Heroes, The Twilight Zone (episodios "A World of Difference," "In His Image," y "The Self-Improvement of Salvadore Ross"), Dr. Kildare, Empire, Gunsmoke, Daniel Boone, Mission: Impossible, The Untouchables y Mannix. Hizo dos apariciones en Perry Mason de la CBS: en 1958 interpretó a Margo, secretario de Paul Drake, en "El caso de la heredera solitaria", y en 1964 fue elegida como Gertrude Lewis en "El caso del Contador abordado".
El 17 de febrero de 1959 Kobe fue lanzada en el episodio "Disaster Town" de la serie Rescue 8, en el papel de Ellen Mason, una madre buscando a su hijo Jimmy en un pueblo fantasma del oeste estadounidense. Unos seis meses antes del estreno de la comedia de situación de la CBS, Dennis the Menace, Jay North actuó como hijo desaparecido de Kobe. Los equipos de rescate de Wes Cameron (Jim Davis y Skip Johnson (Lang Jeffries) llaman cuando Ellen queda atrapada después de que se deslizara por el piso de un edificio abandonado.
Durante los dos últimos años de su vida Kobe residía en la Motion Picture & Television Fund. Murió el 1 de agosto de 2013 en su Michigan natal por causas no reveladas.